# Суперкубок Португалии по футболу 2023
Суперкубок Португалии по футболу 2023 (порт. Supertaça de Portugal) — 45-й розыгрыш Суперкубка Португалии, который проводился между чемпионом Португалии «Бенфикой» и обладателем Кубка Португалии «Порту». Таким образом, в финале Суперкубка состоялось одно из самых знаменитых противостояний в Европе и самое значимое противостояние в Португалии — «О Класико».
Матч за Суперкубок Португалии закончился с итоговым счётом 2:0 в пользу «Бенфики». Для клуба этот Суперкубок стал 9-м в истории.

## Отчёт о матче
| Бенфика                     | 2:0     | Порту |
| --------------------------- | ------- | ----- |
| Ди Мария 61′ Петар Муса 68′ | (отчёт) |       |

| Бенфика | Порту |

## Стадион
Стадионом для проведения Суперкубка Португалии 2018 года стал Муниципальный стадион, расположенный в городе Авейру. Стадион был открыт в 2003 году и способен вместить 32 830 зрителей. Суперкубок Португалии 2023 года стал для стадиона 12-м по счëту. С 2009 года на Муниципальном стадионе в Авейру были проведены все матчи Суперкубка Португалии, кроме финалов 2015 и 2019 годов, которые были проведены на стадионе «Алгарве».

### Другие турниры
- Чемпионат Португалии по футболу 2022/2023
- Кубок португальской лиги по футболу 2022/2023